# Sad Forever
«Sad Forever» (en español: Triste por siempre) es una canción del cantante estadounidense Lauv. Fue lanzada a través de AWAL el 31 de mayo de 2019 como tercer sencillo de su álbum de estudio debut How I'm Feeling (2020). Al igual que otras canciones del álbum, «Sad Forever» aborda la salud mental del cantante. Todos los ingresos de la canción se donan a organizaciones benéficas que abordan el estigma de la salud mental, como Time to Change en Reino Unido y Beyond Blue en Australia.

## Antecedentes y composición
Lauv (quien sufre de TOC y depresión), escribió la canción durante el transcurso de la gira por Asia en 2019. Las letras de «Sad Forever» están escritas en primera persona, con letras centradas en cómo se siente viviendo con numerosas afecciones de salud mental y el estigma que las rodea. Las referencias de temas adicionales incluyen despersonalización, duelo, insomnio y el uso de medicamentos para la salud mental.
El 20 de mayo de 2019, Lauv dio a conocer la canción y la interpretó por primera vez durante un concierto en el Smart Araneta Coliseum en Manila, Filipinas perteneciente a su gira por Asia. Durante el concierto, el cantante declaró que «este era oficialmente el espectáculo principal más grande en el que había estado», y que quería que el video musical de la canción fuera filmado en Manila.

## Video musical
El video musical fue lanzado en YouTube el mismo día que la canción el 31 de mayo de 2019, fue grabado en una sola toma y muestra a Lauv durante de uno de sus conciertos de su gira asiática en su paso por Manila, Filipinas el 20 de mayo de 2019.

## Posicionamiento en listas
| Lista (2019)                     | Mejor posición |
| -------------------------------- | -------------- |
| Nueva Zelanda Hot Singles (RMNZ) | 18             |
| Singapur (RIAS)                  | 23             |

## Historial de lanzamiento
| Región | Fecha              | Formato                     | Discográfica | Ref.  |
| ------ | ------------------ | --------------------------- | ------------ | ----- |
| Varios | 31 de mayo de 2019 | Descarga digital, Streaming | AWAL         | [ 1 ] |